# ホセ・サンタマリア
ホセ・エミリオ・サンタマリア・イグレシアス (José Emilio Santamaría Iglesias, 1929年7月31日 - ) はウルグアイ、モンテビデオ出身の元サッカー選手、サッカー指導者。現役時代のポジションはDF。主にセンターバックで起用されたが、右サイドのストッパーも務めた。
1948年にナシオナルにてデビュー。その後に移籍したレアル・マドリードにおいて、1950年代後半から1960年代前半にかけての黄金期に守備陣のリーダーとして活躍した。代表チームにおいても、ウルグアイ代表とスペイン代表でプレー。2つの異なるナショナルチームでFIFAワールドカップに出場した経験を持つ。
長身でたくましい身体を持ち、広い活動範囲と屈強なマークで相手アタッカーを封じた。また高い技術を持ち、ボールを上手く使って攻撃の起点にもなった。

## 経歴
18歳の頃に地元にあるサッカークラブナシオナル・モンテビデオでキャリアをスタートさせ、そこでチームを5度のリーグ優勝に導いた。また、ウルグアイ代表として1950 FIFAワールドカップに招集されるが、チームとのポジションの食い違いから大会に出ることはなかった。4年後の1954 FIFAワールドカップに参加し、ハンガリー代表に延長戦の末敗れた。3位決定戦でもオーストリア代表に敗退したが、屈強なディフェンスでサンタマリア自身は評価を高め、大会ベストイレブンにもウルグアイから唯一選ばれた。1956年の南米選手権ではウルグアイは優勝したがサンタマリアは出場しなかった。翌1957年に開催された同大会では全6試合に出場した。

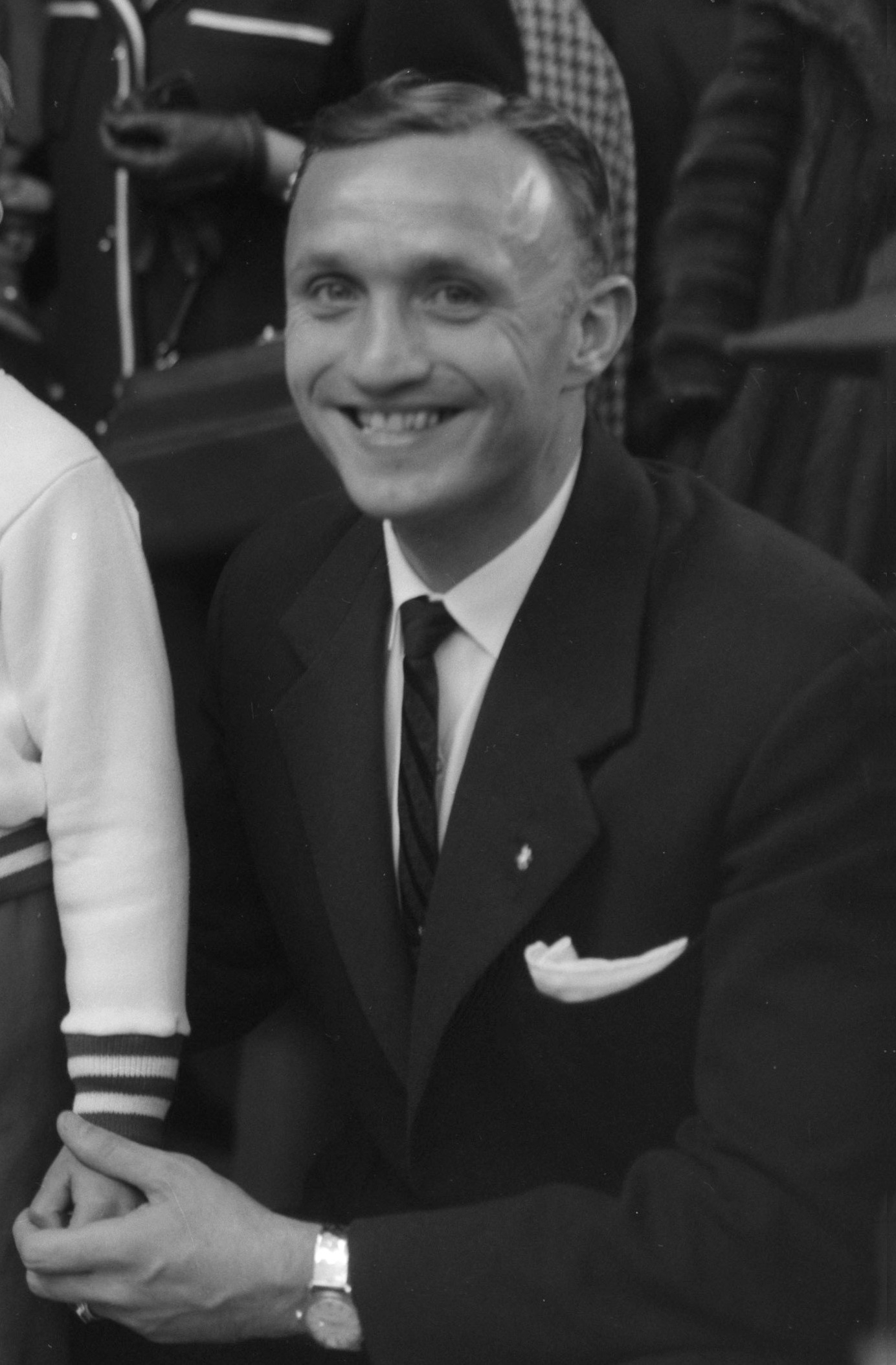
1962年のサンタマリア

1957年にレアル・マドリードへ移籍し、アルフレッド・ディ・ステファノやフランシスコ・ヘント、フェレンツ・プスカシュら豪華な攻撃陣を支えるセンターバックのレギュラーとして337試合の公式戦に出場。6度のリーグ優勝やUEFAチャンピオンズカップ3連覇を含む4度の優勝、インターコンチネンタルカップなど12のメジャータイトルを手にした。ディ・ステファノらが活躍した1950年代後半からイエイエ・マドリードと呼ばれた1960年代のチームの間で橋渡し役を務め、レアル・マドリードにとって6度目、サンタマリアにとって4度目のチャンピオンズカップを制した1966年に現役を引退した。
ウルグアイ人として初めてUEFAチャンピオンズカップを制覇した選手であり、キャリアの中で50試合に出場した。かつてのチャンピオンズカップは現在のチャンピオンズリーグよりも試合数が少なかったが、パオロ・モンテーロが更新するまでおよそ半世紀の間ウルグアイ人最多出場選手であった。
また、レアル・マドリード入団翌年にスペイン国籍を取得し、スペイン代表としても1962 FIFAワールドカップに参加した。グループリーグ3試合中2試合に出場したが、スペイン代表はグループ最下位となり敗退することとなった。
引退後はスペイン代表のユースチームで監督を務め、1971年7月からはエスパニョールの監督に就任。1972-73シーズンは、優勝したアトレティコ・マドリードと勝ち点差3での3位にクラブを導いた。その後スペイン代表U-21を挟んでフル代表の監督を務め、自国開催の1982 FIFAワールドカップに臨んだ。

## 獲得タイトル

### チームタイトル
ナシオナル・モンテビデオ
- ウルグアイ・リーグ ： 1950, 1952, 1955, 1956, 1957

レアル・マドリード
- リーガ・エスパニョーラ ： 1957–58, 1960–61, 1961–62, 1962–63, 1963–64, 1964–65
- コパ・デル・レイ ： 1962
- UEFAチャンピオンズカップ ： 1957-58, 1958-59, 1959-60, 1965-66
- インターコンチネンタルカップ ： 1960

### 個人タイトル
- FIFAワールドカップベストイレブン ： 1954
- ワールドサッカー選出ベストイレブン ： 1960[8]